# Heinrich Scherk
Heinrich Ferdinand Scherk (Posnânia, Reino da Prússia, 27 de outubro de 1798 – 4 de outubro de 1885) foi um matemático alemão, notável por seu trabalho sobre superfícies mínimas e a distribuição de números primos. É também notável por ter sido orientador de Ernst Kummer.